# Kim Moon-jung
Kim Moon-jung (Hangul: 김문정) (23 december 1981) is een shorttracker uit Zuid-Korea.
Op de Wereldkampioenschappen shorttrack junioren in 1989 en 1999 behaalde ze een zilveren medaille in het eindklassement.
Op de 1500 meter reed ze een nieuw wereldrecord dat pas in 2002 werd verbeterd door haar landgenote Choi Eun-kyung. Deze tijd was ook een wereldrecord bij de junioren, dat in 2004 werd verbroken door Jung Eun-ju.
Ook bij de 1000 meter reed ze dat kampioenschap een nieuw wereldrecord.
In 1999 nam Kim Moon-jung deel aan het WK individueel, waar ze als derde eindigde.

## Persoonlijke records
| Afstand    | Tijd     | Datum           | Baan     |
| ---------- | -------- | --------------- | -------- |
| 500 meter  | 47.016   | 16 januari 1999 | Montreal |
| 1000 meter | 1:32.702 | 17 januari 1999 | Montreal |
| 1500 meter | 2:21.844 | 17 januari 1999 | Montreal |

bron